# Seborga luigino
A Seborga Hercegség a világ egyetlen mikronemzete, mely történelmi és jogi alapon igényt tart fenn szuverenitására. Ennek egyik megnyilvánulása a saját, nemzeti valuta verése, melyet azonban csak a város határain belül használnak (emellett párhuzamosan használatban van az euró, illetve annak megjelenése előtt használták a francia frankot és az olasz lírát is).
1 luigino értéke 2008-ban 964,440 HUF. 1 luigino értékét 6$-hoz rögzítették, így a seborga luigino a világ legmagasabb értékű valutája lenne, ha nemzetközileg elfogadott fizetőeszköz lenne.
Fémtartalma miatt numizmatikai szakértők és érmegyűjtők keresett pénzegysége.
Váltópénze a centesimo, 100 centesimi egyenlő 1 luiginóval.

## Története
A seborgai pénzverés 1666-ba megy vissza, amikor Edward apát és seborgai herceg alatt elkészítették az első sorozatot a „monasterium lerinense princepes sepulcri congregationis cassinensis” felirattal.
Ezeket a történelmi pénzeknek elevenítette fel I. György herceg, amikor 1994-ben kinyomták az Seborga Pénzverdében az első sorozatot.
Az 1994-es verés csak 1 luiginósokból állt, melyeket felváltva tizenkét különböző fémből vertek.

## Pénzérmék

### 1994-es széria
| Névérték  | Átmérő | Kibocsátás | Fém               | Példányszám |
| --------- | ------ | ---------- | ----------------- | ----------- |
| 1 Luigino | 28 mm  | 1994       | Nikkel            | 50          |
| 1 Luigino | 28 mm  | 1994       | Bronz (85% Réz)   | 50          |
| 1 Luigino | 28 mm  | 1994       | Nikkel-Ezüst      | 50          |
| 1 Luigino | 28 mm  | 1994       | Bronz (90% Réz)   | 50          |
| 1 Luigino | 28 mm  | 1994       | Alumínium         | 50          |
| 1 Luigino | 28 mm  | 1994       | Réz               | 50          |
| 1 Luigino | 28 mm  | 1994       | Ólom              | 50          |
| 1 Luigino | 28 mm  | 1994       | Rozsdamentes acél | 50          |
| 1 Luigino | 28 mm  | 1994       | Vas-Nikkel        | 50          |
| 1 Luigino | 28 mm  | 1994       | Rozsdamentes acél | 50          |
| 1 Luigino | 28 mm  | 1994       | Bronz             | 50          |
| 1 Luigino | 28 mm  | 1994       | .999 Ezüst        | 50          |
| 1 Luigino | 28 mm  | 1994       | Nikkel-Réz        | 50          |

### 1995-ös széria
| Névérték     | Átmérő  | Kibocsátás | Fém                                                               | Példányszám |
| ------------ | ------- | ---------- | ----------------------------------------------------------------- | ----------- |
| 5 Centesimi  | 19,5 mm | 1995       | Rozsdamentes acél                                                 | ismeretlen  |
| 15 Centesimi | 26 mm   | 1995       | Rozsdamentes acél                                                 | ismeretlen  |
| 1/2 Luigino  | 30 mm   | 1995       | Bimetál konstrukció. Külső gyűrű bronz, belső réz-nikkel ötvözet. | ismeretlen  |
| 1/2 Luigino  | 30 mm   | 1995       | Bimetál konstrukció. Külső gyűrű bronz, belső réz-nikkel ötvözet. | ismeretlen  |
| 1 Luigino    | 28 mm   | 1995       | Bronz                                                             | 10700       |
| 1 Luigino    | 28 mm   | 1995       | .999 Ezüst                                                        | 150         |
| 7 ½ Luigini  | 37 mm   | 1995       | .999 Ezüst                                                        | 1000        |